# Courgivaux
Courgivaux est une commune française, située dans le département de la Marne en région Grand Est.

## Géologie
La commune de Courgivaux est située au cœur du bassin parisien et repose sur la plus grande épaisseur de sédiments de tout le bassin avec près de 3 000m de sédiments avant d'atteindre le socle hercynien.

## Géographie
| Saint-Martin-du-Boschet | Neuvy      |          |
| Montceaux-lès-Provins   | Courgivaux | Esternay |
|                         | Saint-Bon  | Escardes |

### Hydrographie

#### Réseau hydrographique
La commune est dans la région hydrographique « la Seine de sa source au confluent de l'Oise (exclu) » au sein du bassin Seine-Normandie. Elle est drainée par le ruisseau Nogentel, le ruisseau de Champ Oudot et le ruisseau du Pont Sec,.

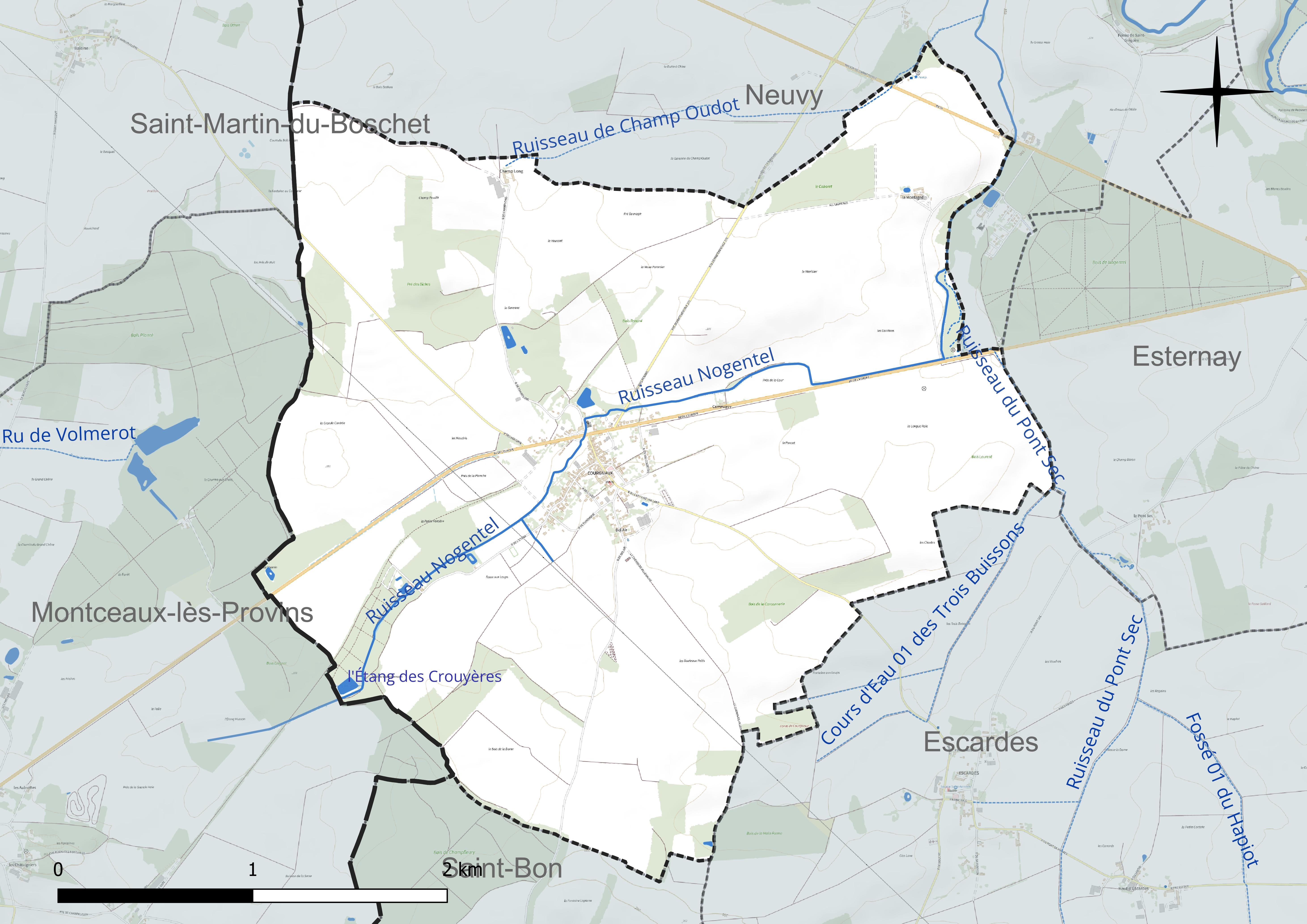
Réseau hydrographique de Courgivaux.

Un plan d'eau complète le réseau hydrographique : l'étang des Crouyères (0,6 ha),.

#### Gestion et qualité des eaux
Le territoire communal est couvert par le schéma d'aménagement et de gestion des eaux (SAGE) « Petit et Grand Morin ». Ce document de planification concerne le territoire des bassins versants du Petit Morin (630 km2) et du Grand Morin (1 185 km2) et se répartit sur trois départements (la Marne, l'Aisne et la Seine-et-Marne). Il a été approuvé le 21 octobre 2016. La structure porteuse de l'élaboration et de la mise en œuvre est le Syndicat mixte d'aménagement et de gestion des eaux (SMAGE) - EPAGE. 
La qualité des cours d’eau peut être consultée sur un site dédié géré par les agences de l’eau et l’Agence française pour la biodiversité. 

### Climat
Pour des articles plus généraux, voir Climat du Grand Est et Climat de la Marne.
En 2010, le climat de la commune est de type climat océanique dégradé des plaines du Centre et du Nord, selon une étude du Centre national de la recherche scientifique s'appuyant sur une série de données couvrant la période 1971-2000. En 2020, Météo-France publie une typologie des climats de la France métropolitaine dans laquelle la commune est exposée à un climat océanique altéré et est dans la région climatique  Nord-est du bassin Parisien, caractérisée par un ensoleillement médiocre, une pluviométrie moyenne régulièrement répartie au cours de l’année et un hiver froid (3 °C). 
Pour la période 1971-2000, la température annuelle moyenne est de 10,2 °C, avec une amplitude thermique annuelle de 15,6 °C. Le cumul annuel moyen de précipitations est de 747 mm, avec 12,5 jours de précipitations en janvier et 8,2 jours en juillet. Pour la période 1991-2020, la température moyenne annuelle observée sur la station météorologique de Météo-France la plus proche, « Esternay-Man », sur la commune d'Esternay à 6 km à vol d'oiseau, est de 10,9 °C et le cumul annuel moyen de précipitations est de 780,5 mm. 
La température maximale relevée sur cette station est de 42,5 °C, atteinte le 25 juillet 2019 ; la température minimale est de −25 °C, atteinte le 14 février 1956,,. 
Les paramètres climatiques de la commune ont été estimés pour le milieu du siècle (2041-2070) selon différents scénarios d'émission de gaz à effet de serre à partir des nouvelles projections climatiques de référence DRIAS-2020. Ils sont consultables sur un site dédié publié par Météo-France en novembre 2022.

## Urbanisme

### Typologie
Au 1er janvier 2024, Courgivaux est catégorisée commune rurale à habitat dispersé, selon la nouvelle grille communale de densité à sept niveaux définie par l'Insee en 2022.
Elle est située hors unité urbaine et hors attraction des villes,.

### Occupation des sols
L'occupation des sols de la commune, telle qu'elle ressort de la base de données européenne d’occupation biophysique des sols Corine Land Cover (CLC), est marquée par l'importance des territoires agricoles (83,4 % en 2018), une proportion sensiblement équivalente à celle de 1990 (83,5 %). La répartition détaillée en 2018 est la suivante : 
terres arables (83,4 %), forêts (11,8 %), zones urbanisées (4,8 %). L'évolution de l’occupation des sols de la commune et de ses infrastructures peut être observée sur les différentes représentations cartographiques du territoire : la carte de Cassini (XVIIIe siècle), la carte d'état-major (1820-1866) et les cartes ou photos aériennes de l'IGN pour la période actuelle (1950 à aujourd'hui).

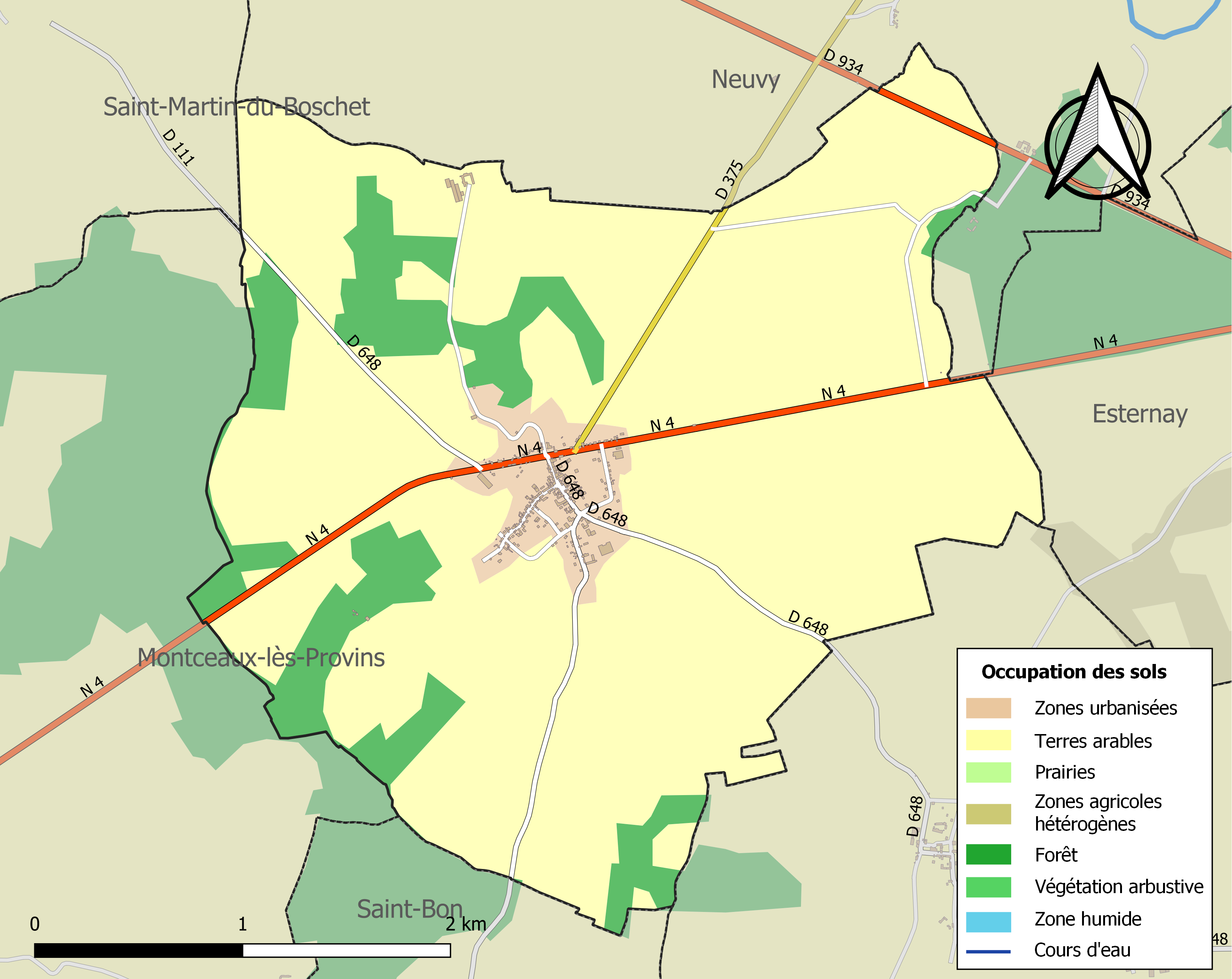
Carte des infrastructures et de l'occupation des sols de la commune en 2018 (CLC).

## Toponymie
Le nom de la localité est attesté sous les formes Gurgivolt (1149) ; Curgivolt (1153) ; Corgivout (1197) ; Corgivodium (1199) ; Curia Givoldi (1209) ; Cortgivolt, Corgivot, Corgivolt, Corgivost, Corgivrout (vers 1222) ; Courgivout (vers 1252) ; Courgivot (1288) ; Courgivost (1407) ; Gourgivot (1412) ; Corgivotum (1443) ; Courgivoust (1499) ; Courgivault (1602) ; Courgivaut ou Courgivot, Curia Givoti (1784).

## Histoire
La cathédrale Saint-Étienne à Châlons-en-Champagne, conserve une pyxide des malades du XIIIe siècle, provenant de l'église de Courgivaux. Cet émail de Limoges fut classé monument historique le 24 avril 1948.
Une voie ferrée traversait jadis à Courgivaux la RN 4, on voit encore la maison du garde-barrière à l'entrée ouest du village.

## Politique et administration
| Période                                  | Période                      | Identité               | Étiquette | Qualité                        |
| ---------------------------------------- | ---------------------------- | ---------------------- | --------- | ------------------------------ |
| Les données manquantes sont à compléter. |                              |                        |           |                                |
| 2001                                     | 2008                         | François Martinet      |           |                                |
| 2008                                     | En cours (au 4 juillet 2014) | M. Dominique Bonnivard |           | Réélu pour le mandat 2014-2020 |

## Population et société

### Démographie
L'évolution du nombre d'habitants est connue à travers les recensements de la population effectués dans la commune depuis 1793. Pour les communes de moins de 10 000 habitants, une enquête de recensement portant sur toute la population est réalisée tous les cinq ans, les populations de référence des années intermédiaires étant quant à elles estimées par interpolation ou extrapolation. Pour la commune, le premier recensement exhaustif entrant dans le cadre du nouveau dispositif a été réalisé en 2005.

En 2022, la commune comptait 277 habitants, en évolution de −13,17 % par rapport à 2016 (Marne : −1,19 %, France hors Mayotte : +2,11 %).
| 1793 | 1800 | 1806 | 1821 | 1831 | 1836 | 1841 | 1846 | 1851 |
| ---- | ---- | ---- | ---- | ---- | ---- | ---- | ---- | ---- |
| 359  | 314  | 328  | 389  | 363  | 379  | 431  | 446  | 450  |

| 1856 | 1861 | 1866 | 1872 | 1876 | 1881 | 1886 | 1891 | 1896 |
| ---- | ---- | ---- | ---- | ---- | ---- | ---- | ---- | ---- |
| 425  | 463  | 480  | 466  | 448  | 416  | 440  | 443  | 474  |

| 1901 | 1906 | 1911 | 1921 | 1926 | 1931 | 1936 | 1946 | 1954 |
| ---- | ---- | ---- | ---- | ---- | ---- | ---- | ---- | ---- |
| 471  | 463  | 410  | 349  | 381  | 339  | 336  | 321  | 332  |

| 1962 | 1968 | 1975 | 1982 | 1990 | 1999 | 2005 | 2006 | 2010 |
| ---- | ---- | ---- | ---- | ---- | ---- | ---- | ---- | ---- |
| 327  | 301  | 269  | 231  | 224  | 256  | 255  | 260  | 283  |

| 2015 | 2020 | 2022 | - | - | - | - | - | - |
| ---- | ---- | ---- | - | - | - | - | - | - |
| 314  | 285  | 277  | - | - | - | - | - | - |

## Culture locale et patrimoine

### Lieux et monuments
- Nécropole nationale, abritant notamment le corps d'un pilote aviateur photographe anglais, à l'entrée du cimetière de Courgivaux.

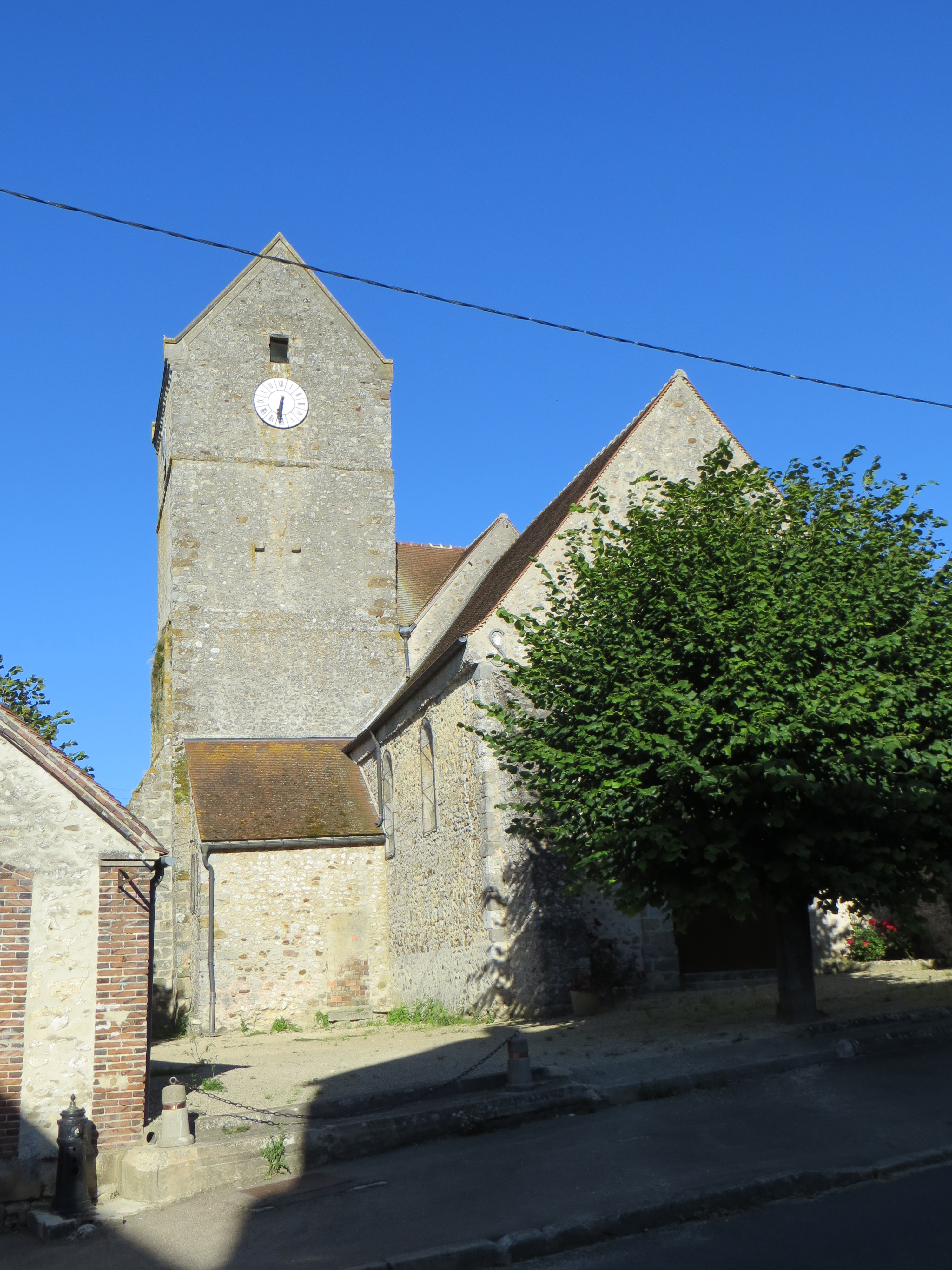
L'église Saint-Maurice - cloche de l'église sonnant la demie :Fichier:Courgivaux - Cloche de l'église Saint-Maurice - 18h30.ogg

- Église Saint-Maurice.

- Le château de Courgivaux.

### Personnalités liées à la commune
- Gustave Valmont (1881-1914), poète inhumé à l'ossuaire de la nécropole nationale, qui figure parmi les 560 écrivains morts pour la France au Panthéon.

### Héraldique
| Blason de Courgivaux | Blason  | Écartelé : au premier de gueules au cavalier d'or tenant une oriflamme d'argent chargé d'une croix de gueules, au deuxième d'azur à l'annelet d'argent, au troisième d'azur à la bande d'argent côtoyée de deux doubles cotices potencées et contre-potencées d'or, au quatrième d'argent semé de tourteaux de sable au sautoir engrêlé de gueules brochant. |
| Blason de Courgivaux | Détails | Le statut officiel du blason reste à déterminer. |